# Francisca Linconao
Francisca Linconao Huircapán (Padre Las Casas, 18 de septiembre de 1958), también conocida como Machi Linconao, es una machi, autoridad espiritual de la cultura mapuche, defensora de los derechos humanos y política chilena. Representó al pueblo mapuche de la Macrozona Sur en los escaños reservados de la Convención Constitucional.

## Caso Machi Linconao versus Palermo
En 2008 presentó un recurso de protección a la Sociedad Palermo Limitada, de propiedad de la familia Taladriz, por la tala ilegal de árboles y arbustos nativos del bosque nativo existente en las laderas del cerro Rahue para la plantación de pinos. Los árboles y arbustos se ubicaban dentro del Fundo Palermo Chico, colindante con la comunidad de Linconao. La tala afectaba no solo el ecosistema sino también un menoko, un humedal considerado sagrado. En 2009 la Corte de Apelaciones de Temuco sentenció a su favor, la cual fue ratificado por la Corte Suprema. Fue la primera sentencia en Chile que consideró las disposiciones del Convenio 169 de la OIT sobre pueblos indígenas. La declaración de la corte fue la siguiente:

Se HACE LUGAR al Recurso de Protección interpuesto a fojas 1 y siguientes por Francisca Linconao Huircapan, en contra de la Sociedad Palermo Limitada, representada legalmente por Alejandro Eduardo Taladriz Montecinos, en cuanto el recurrido se abstendrá de realizar tala de árboles y arbustos nativos dentro del perímetro de 400 metros más próximos a los 3 manantiales señalados en el recurso que se encuentran en cerros existentes en el sector. Asimismo, no podrá realizar corta de árboles y arbustos sin que cuenten con el plan de manejo aprobado por la CONAF, la que considerará en su momento el impacto de la plantación exótica sustituyendo al bosque nativo respecto de los manantiales aludidos, para su otorgamiento.

## Caso Luchsinger – Mackay
El 2013 fue una de los mapuches vinculadas al crimen del matrimonio Luchsinger Mackay, por lo que fue detenida en la tarde del mismo día del incendio en donde fallecieron Werner Luchsinger y Vivianne Mackay. Fue acusada por terrorismo y tenencia ilegal de armas. Supuestamente una escopeta hechiza fue encontrada en su casa por la policía en medio de un allanamiento a su domicilio. Durante el juicio, el funcionario que habría encontrado la escopeta en el domicilio de la Machi nunca declaró en el juicio y no se pudo recordar su nombre. El Tribunal desestimó los cargos, absolvió a la Machi y se ordenó el pago de una indemnización.
El 1 de marzo de 2016 fue encarcelada y se inició un nuevo proceso judicial en su contra por los mismos cargos. Inició una huelga de hambre el 22 de diciembre de 2016 luego de estar nueve meses en prisión preventiva. Catorce días después, depuso su huelga de hambre luego de que la Corte de Apelaciones de Temuco rebajara su medida cautelar de prisión preventiva a arresto domiciliario.
El 22 de agosto de 2017 el Observatorio para la protección de los Defensores de Derechos Humanos de la Organización Mundial Contra la Tortura (OMCT)  y la Federación Internacional por los Derechos Humanos (FIDH), y el Observatorio Ciudadano de Chile manifiestaron su preocupación por utilizar la Ley Antiterrorista contra los diez comuneros mapuche y la Machi Francisca Linconao.
El Tribunal de Juicio Oral en lo Penal de Temuco absolvió a Linconao el 18 de octubre de 2017. Luego, el 29 de diciembre de 2017, la Corte de Apelaciones de Temuco anuló esta decisión, ordenando la reapertura del caso. El 10 de mayo de 2018 fue absuelta por tercera vez de todos los cargos en su contra.

## Postulación a la Convención Constitucional
En enero de 2021 reunió las firmas requeridas para presentarse como candidata por el Distrito 23 de la Región de La Araucanía a las elecciones de convencionales constituyentes de Chile en el Servicio Electoral (Servel) en Temuco como representante del pueblo mapuche en los escaños reservados para pueblos originarios. Logró reunir el 20 % del total de los patrocinios realizados a personas que postulan a los escaños reservados, desde Arica hasta Punta Arenas.
En la elección de constituyentes realizada en Chile del 15 al 16  de mayo de 2021, Francisca Linconao obtuvo el 7,15% de los sufragios donde había votos del pueblo mapuche, convirtiéndose en la candidata con más votos entre los pueblos originarios. De esta forma, sería una de las 7 representantes mapuche que tendrá la Convención Constitucional.